# Honda NSX
Honda NSX — спортивний автомобіль середньомоторної компоновки, що вироблявся компанією Honda. У Північній Америці та Гонконзі продавався під маркою Acura.
В 2016 році представлено друге покоління моделі.

## Перше покоління (NA1, NA2; 1990—2005)

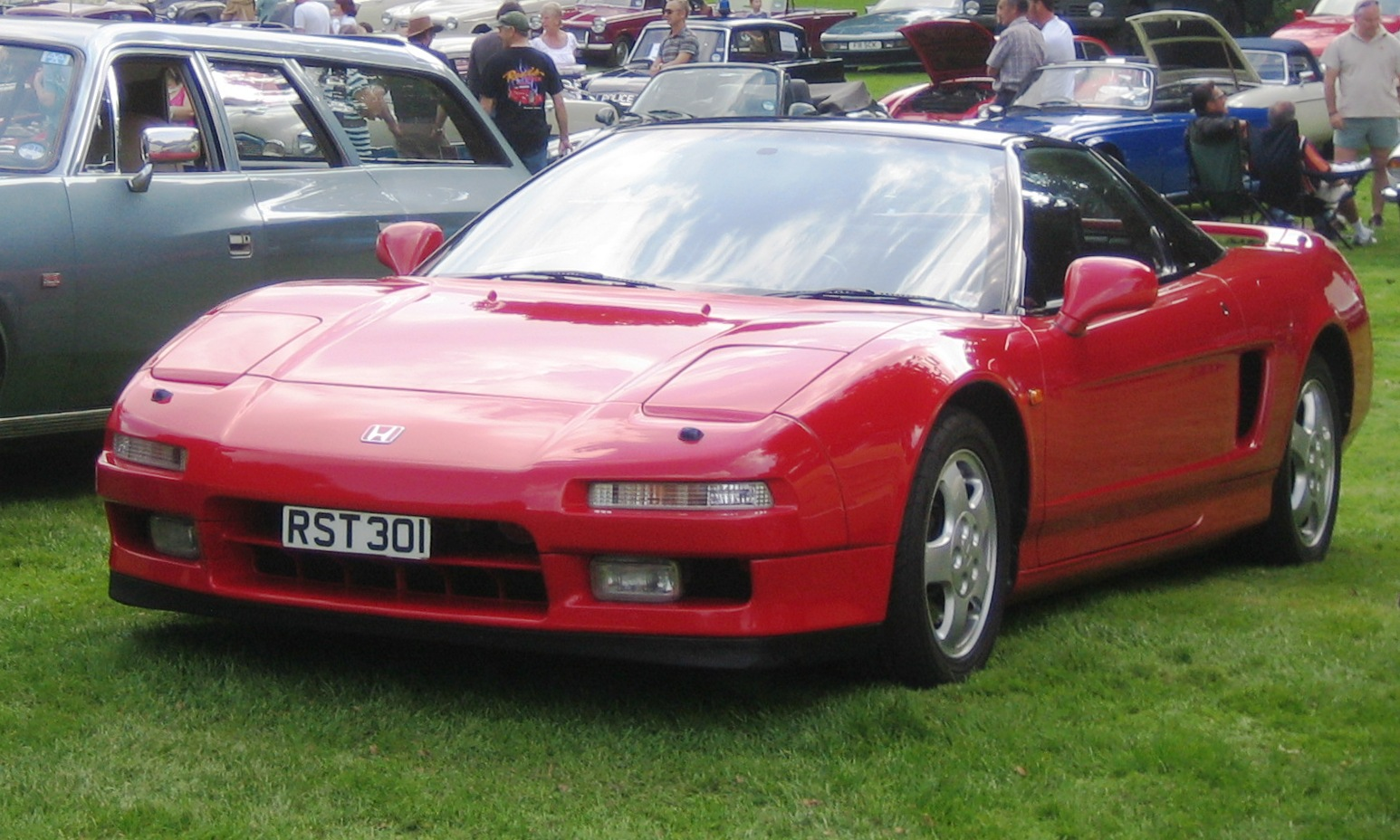
Honda NSX 1993 року

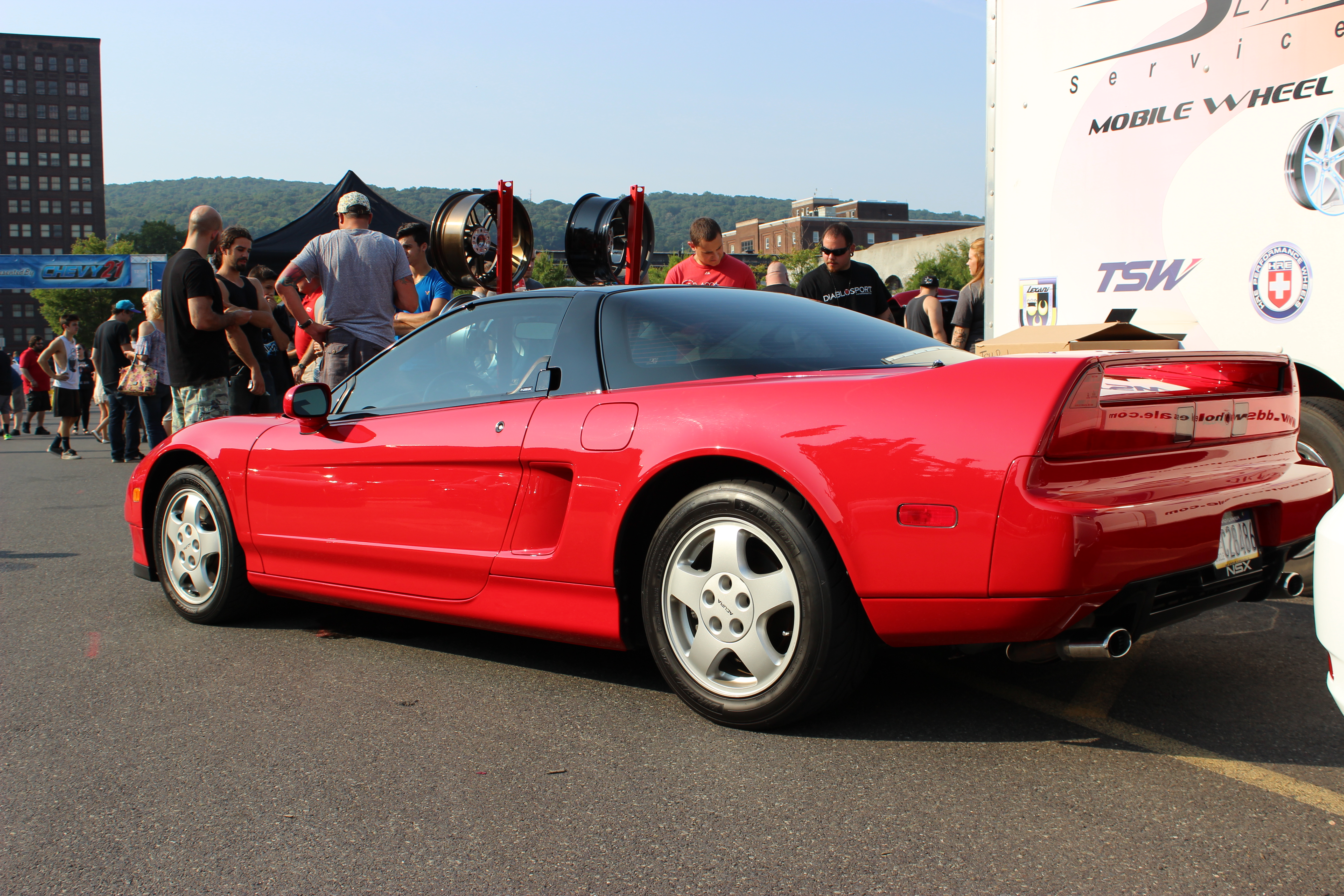

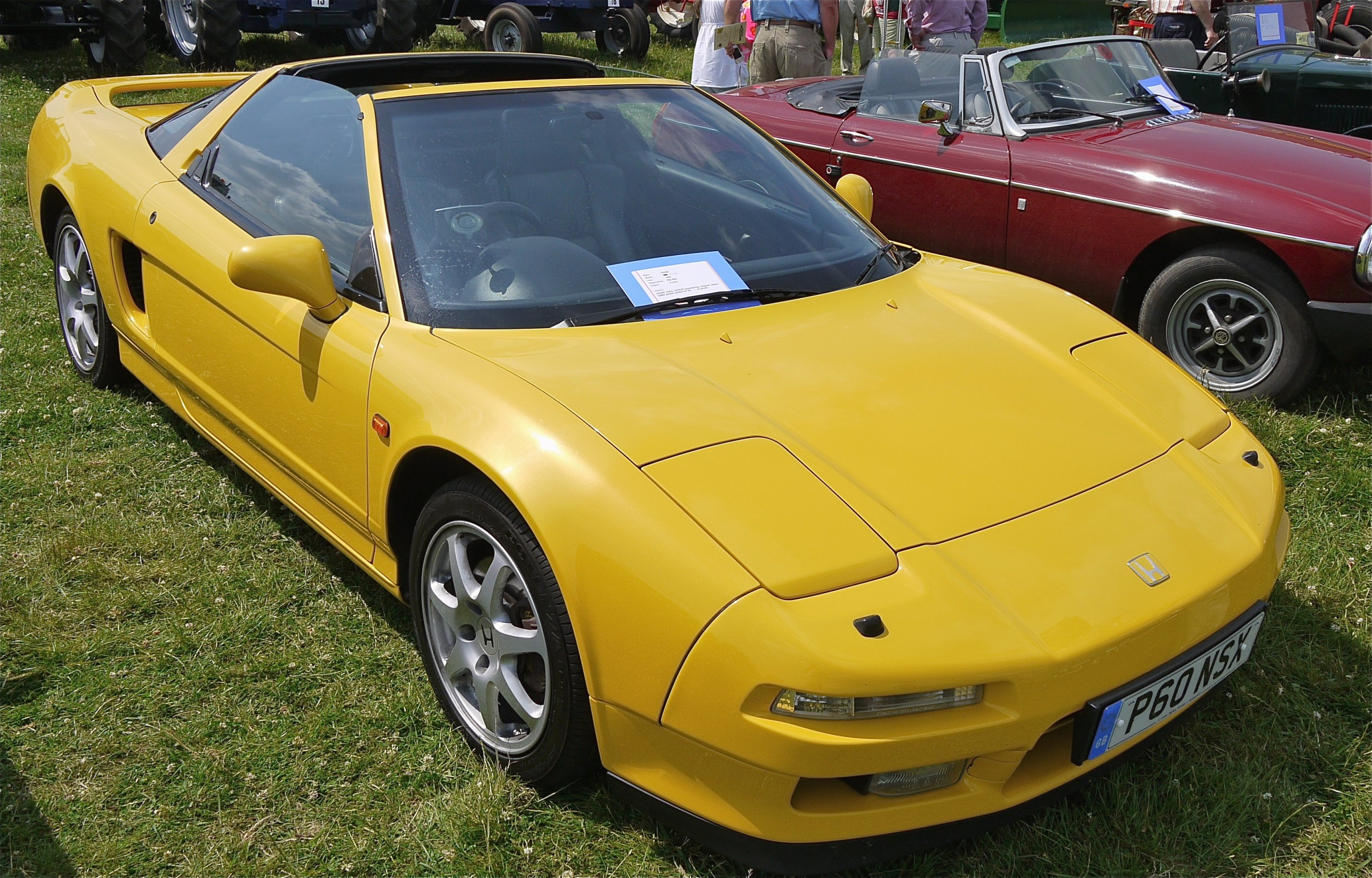
Honda NSX-T 1997 з кузовом типу тарга

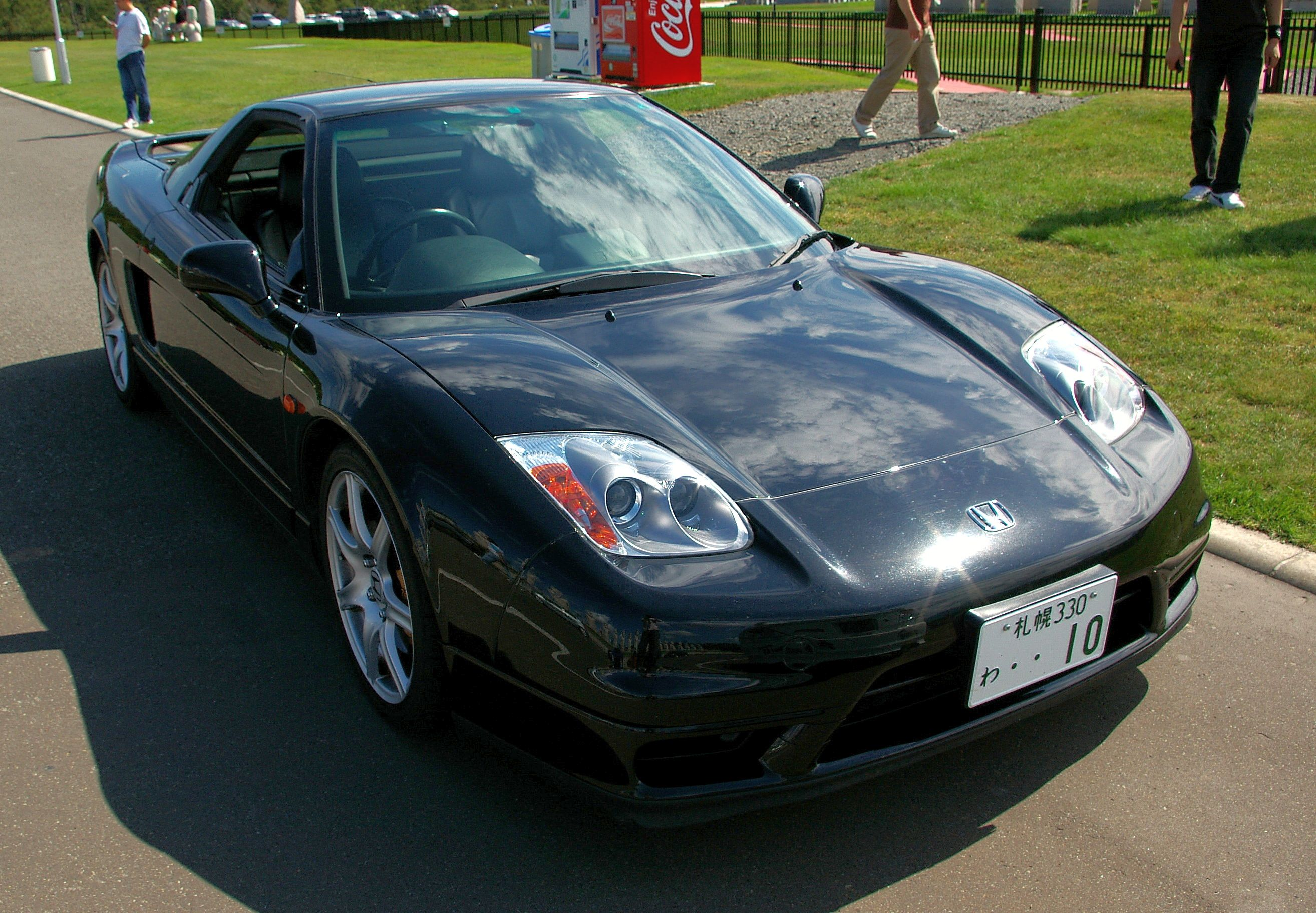
Honda NSX 2002 року

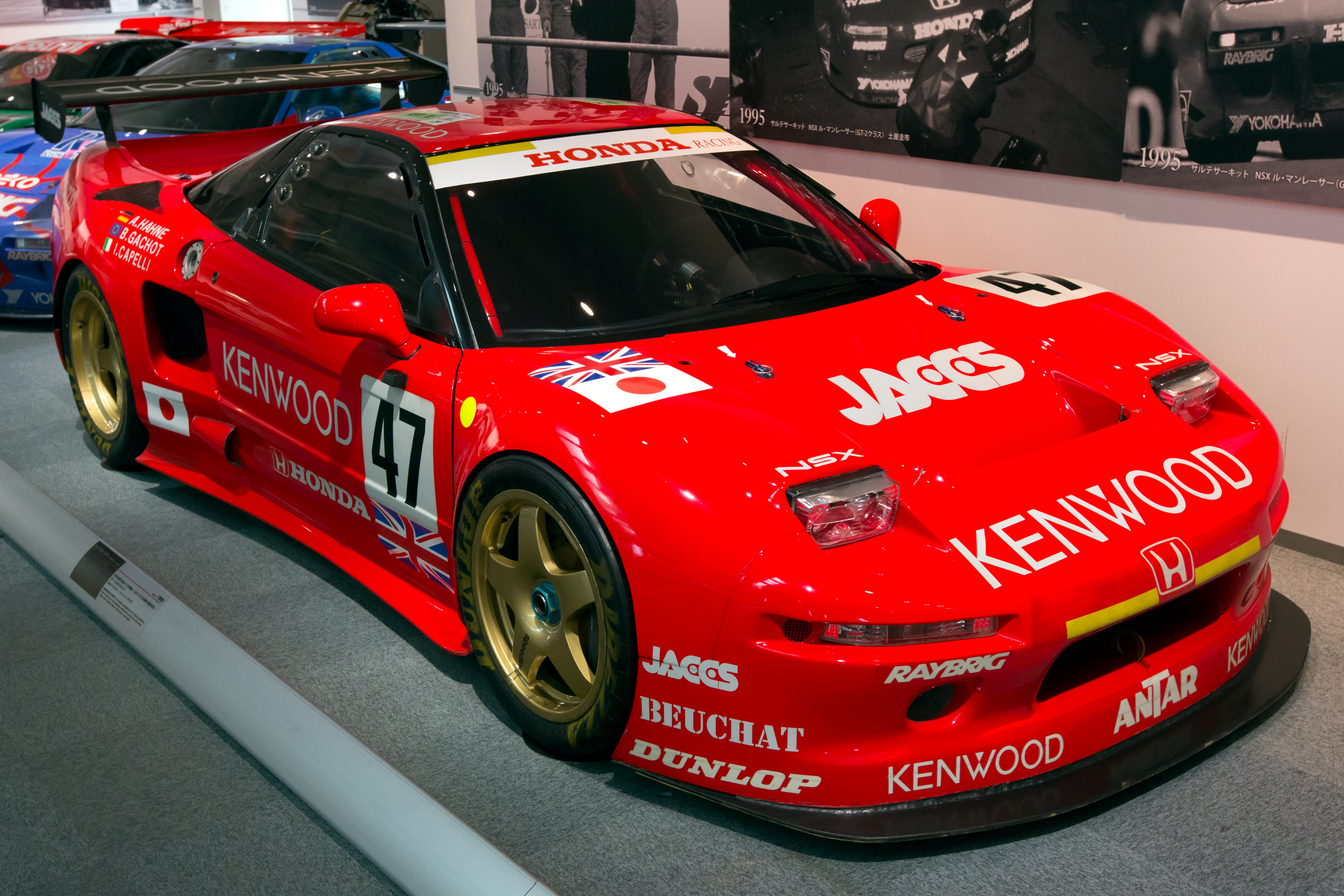
Honda NSX для перегонів в Ле-Мані в класі GT1 1995 року

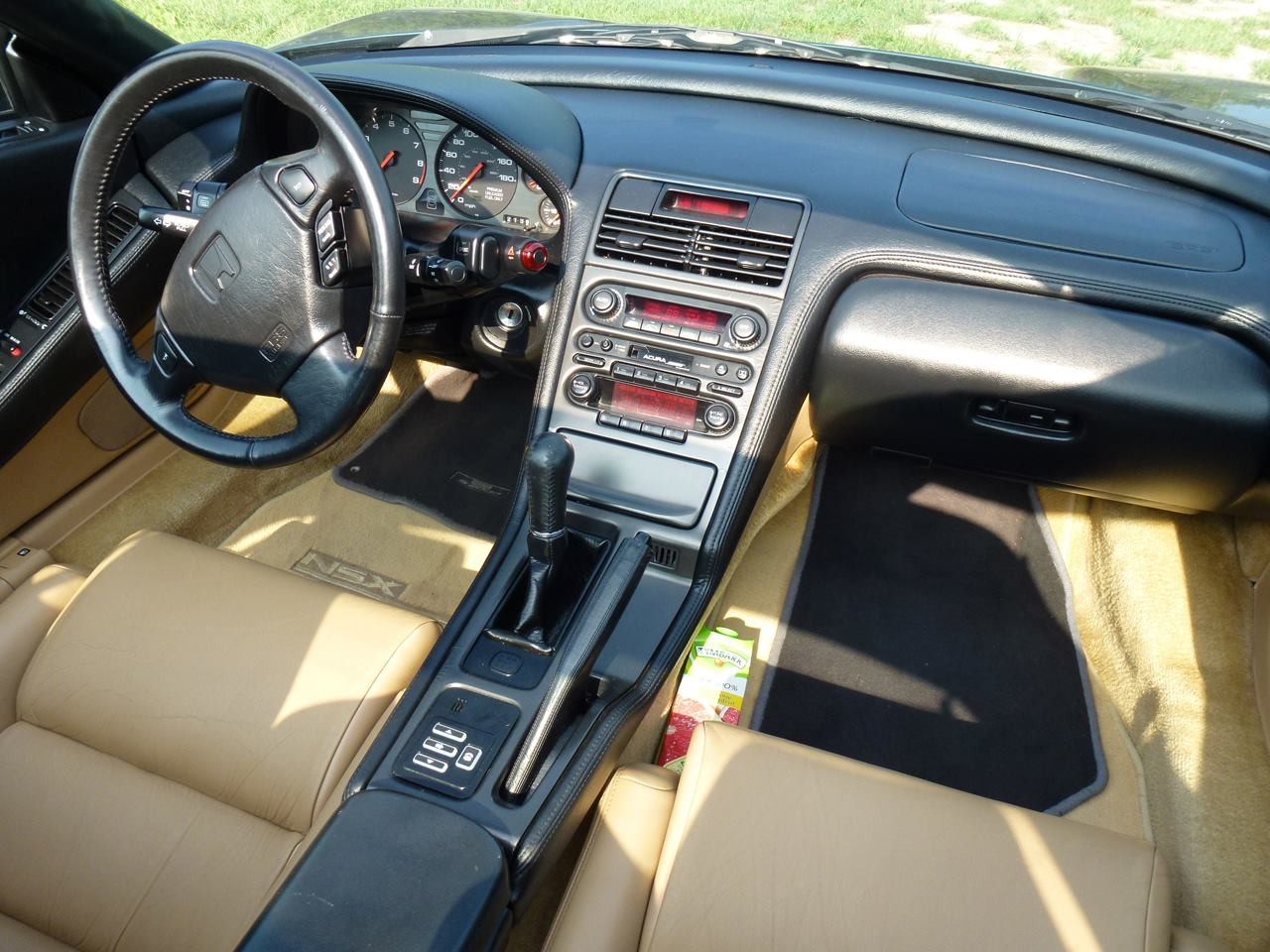
Салон

За словами колишнього керівника департаменту розвитку Нобухіко Кавамото (Nobuhiko Kawamoto), старт проекту спортивного автомобіля Honda був даний в 1986 році. Спорткар почав випускатися в 1990 році. Це був час, коли Honda переживала найбільші успіхи в гонках Формула-1.
При проектуванні було використано безліч новаторських рішень: це перший автомобіль, кузов та шасі якого виготовлені з алюмінію, оснащувався повністю електронним підсилювачем керма, електронної педаллю газу (так званий Drive-by-Wire), двигун 3,0 V6 DOHC VTEC потужністю 274 к.с. мав V-подібне розташування циліндрів, максимальна кількість обертів 8000 в хвилину, шатуни виготовлені з титану, комплектувався платиновими свічками запалювання. Двигун розташовувався поперечно перед задньою віссю автомобіля, забезпечуючи йому центрально моторну компоновку.
При проектуванні NSX інженери змогли домогтися рівноваги 50:50 між правим і лівим бортом, автомобіль зміг добитися відмінних результатів в кільцевих гонках (24 години Ле-Мана, Super GT500). У розробці брав участь гонщик Айртон Сенна.
Серійне виробництво NSX було налагоджено на заводі Таканедзава в Тотігі, збудованому спеціально для цього проекту. При серійному виробництві NSX використовувався кузов монолітної конструкції, виконаний повністю із алюмінію. При організації виробництва на завод було залучено близько 200 досвідчених спеціалістів з інших заводів Honda.
У 1997 році в результаті часткової модернізації на комплектаціях, оснащених механічною коробкою перемикання передач, об'єм двигуна був збільшений до 3,2 л, а завдяки удосконаленню підвіски значно покращилися ходові характеристики автомобіля.
У 2001 році з машину модернізували. Вперше був змінений дизайн екстер'єру, зокрема, кузов отримав нову передню оптику. З'явилася ще одна нова модифікація.

### NSX-R
У 1992 році з'явилася модифікація Type-R. Електричні шкіряні сидіння були замінені на легкі гоночні сидіння з карбонового волокна, виготовлені Recaro для Honda. Проте, електричне поздовжнє регулювання крісел і склопідіймачі були збережені. Стандартні ковані колеса зі сплаву були замінені на більш легкі, виготовлені Enkei, які зменшили безпружинні маси. Кожен важіль КПП замінили на суцільнофрезерований з титану.
Для поліпшення стабільності при поворотах, Honda додала алюмінієві скоби попереду під акумулятором і перед переднім радіатором, що збільшило жорсткість шасі. Також була замінена вся підвіска з більш жорстким переднім стабілізатором поперечної стійкості, жорсткими втулками підвіски і жорсткими пружинами і амортизаторами.
У стандартній NSX задні пружини жорсткіші ніж передні. При сильному заповільненні на вході в поворот, м'якші передні пружини дозволяють перенести вагу допереду, збільшуючи зчеплення передніх коліс із дорожнім покриттям і покращуючи реакцію при керуванні. Одночасно вага відбирається з задніх коліс, приводячи до зменшення зчеплення. Як результат - тенденція до надмірної обертальності. Для зниження цього ефекту на NSX встановили більш м'які задні шини, а для NSX-R Honda змінила розподіл жорсткості пружин між передньою і задньою віссю, встановивши більш жорсткі пружини і стабілізатор у передній підвісці. Але жорсткість зросла на обох осях в порівнянні зі стандартним NSX (21 мм - передній стабілізатор, що на 2.6 мм більший від стандартного; жорсткість пружин NSX: перед - 3.0 кг/мм, зад - 4.0 кг/мм проти NSX-R: перед - 8.0 кг/мм, зад - 5.7 кг/мм).
Також Honda збільшила передавальне відношення головної передачі до 4.235:1 замість 4.06:1 у стандартному варіанті, що змістило точки перемикання передач у більш високий режим обертання колінчатого валу, де потужність вища. Ця зміна зменшила максимальну швидкість на користь кращого прискорення. Крім цього був встановлений новий диференціал обмеженого ковзання з більш високим відсотком блокування. В 3.0-літровий двигун для NSX-R встановили відполіровану і збалансовану поршневу групу з колінвалом, які були виконані вручну тими ж висококваліфікованими фахівцями, які готують гоночні двигуни Honda.
Опціонально на заводі встановлювалися кондиціонер, стереосистема BOSE, обробка центральної консолі і панелей дверей з карбону, а також починаючи з 1994 року великі колеса (16 "попереду та 17" ззаду), пофарбовані в колір Championship White.

### NSX-T
В 1995 році NSX-T була представлена в Японії з дахом типу тарга як спеціальна опція. У Північній Америці в березні 1995 року NSX-T повністю замінила стандартне купе як єдину доступну модель, за винятком версії Zanardi NSX 1999 року та декількох спецзамовлень між 1997 і 2002 роками. Знімний дах знизив жорсткість шасі і додав близько 45 кг для зміцнення структури. На додаток до цього всі NSX-T мали стабілізатори поперечної стійкості меншого діаметра, трохи більш жорсткі передні пружини і більш м'які амортизатори для поліпшення комфорту та зносу шин, одночасно покращуючи проблему непередбачених засів, яка переслідує більшість середньомоторних автомобілів. Все дахи були окрашені в колір кузова замість чорного, хоча в Японії чорні дахи залишилися як варіанти. Тепер на версії з механічною коробкою встановлений електричний рульовий підсилювач, який раніше встановлював виключно на версії з АКПП.

### Двигуни
- 2,977 л C30A V6 274 к.с., 280 Нм
- 3,179 л C32B V6 294 к.с., 304 Нм

### Продажі
| Рік  | США   |
| ---- | ----- |
| 2005 | 206   |
| 2004 | 178   |
| 2003 | 221   |
| 2002 | 233   |
| 2001 | 182   |
| 2000 | 221   |
| 1999 | 238   |
| 1998 | 303   |
| 1997 | 415   |
| 1996 | 460   |
| 1995 | 884   |
| 1994 | 533   |
| 1993 | 652   |
| 1992 | 1,154 |
| 1991 | 1,940 |
| 1990 | 1,119 |

## Друге покоління (NC1; 2016-2023)

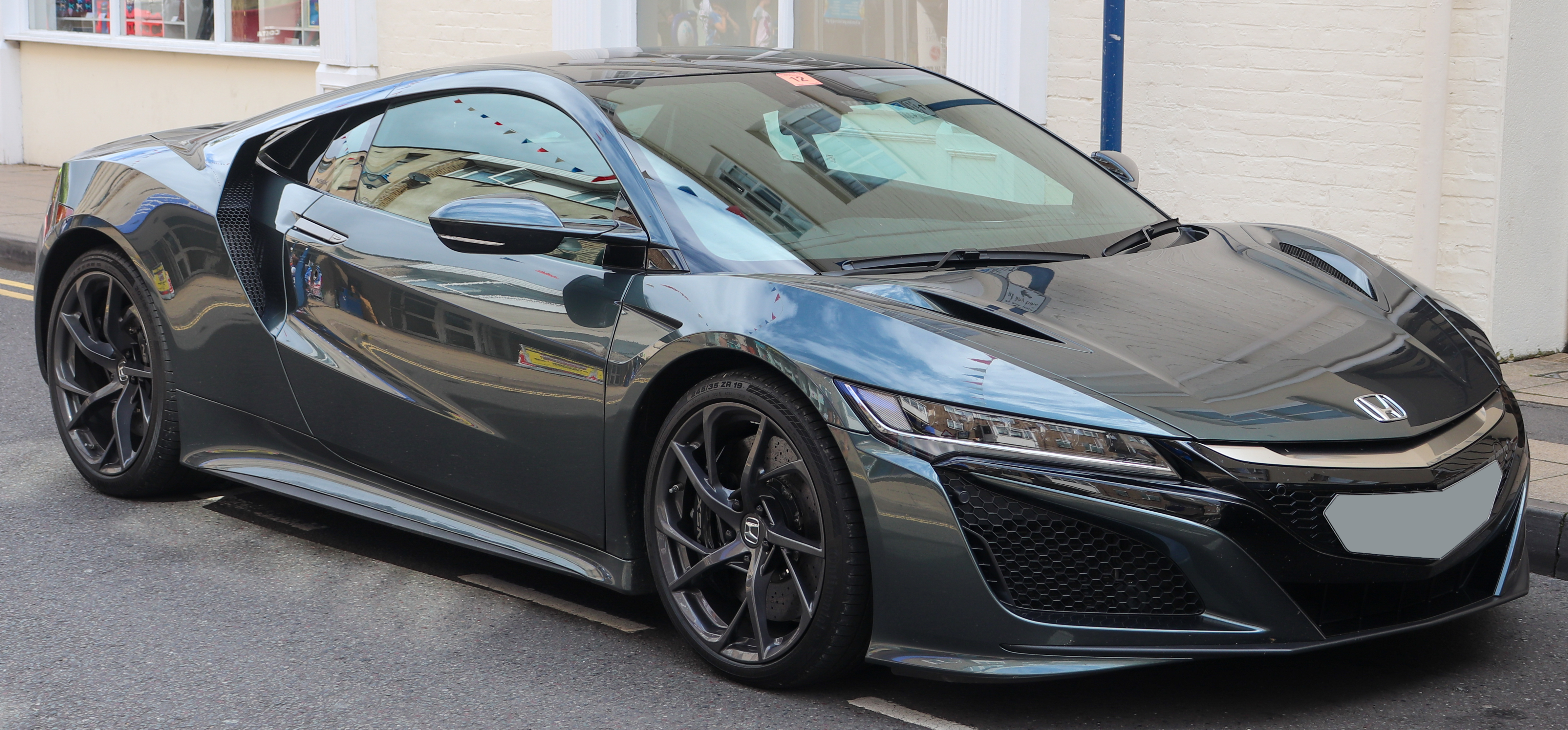
Honda NSX 2016 року

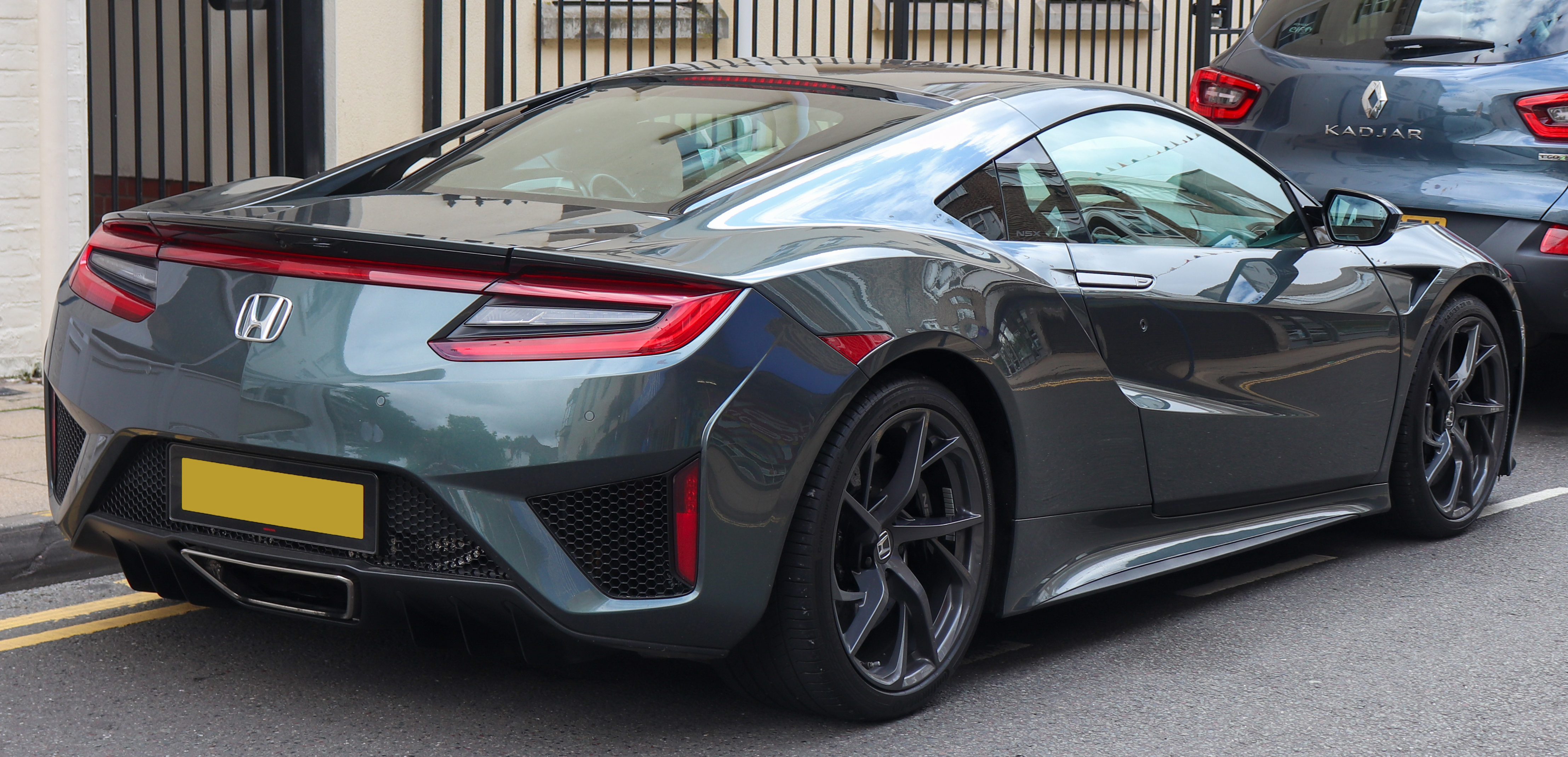
Acura NSX

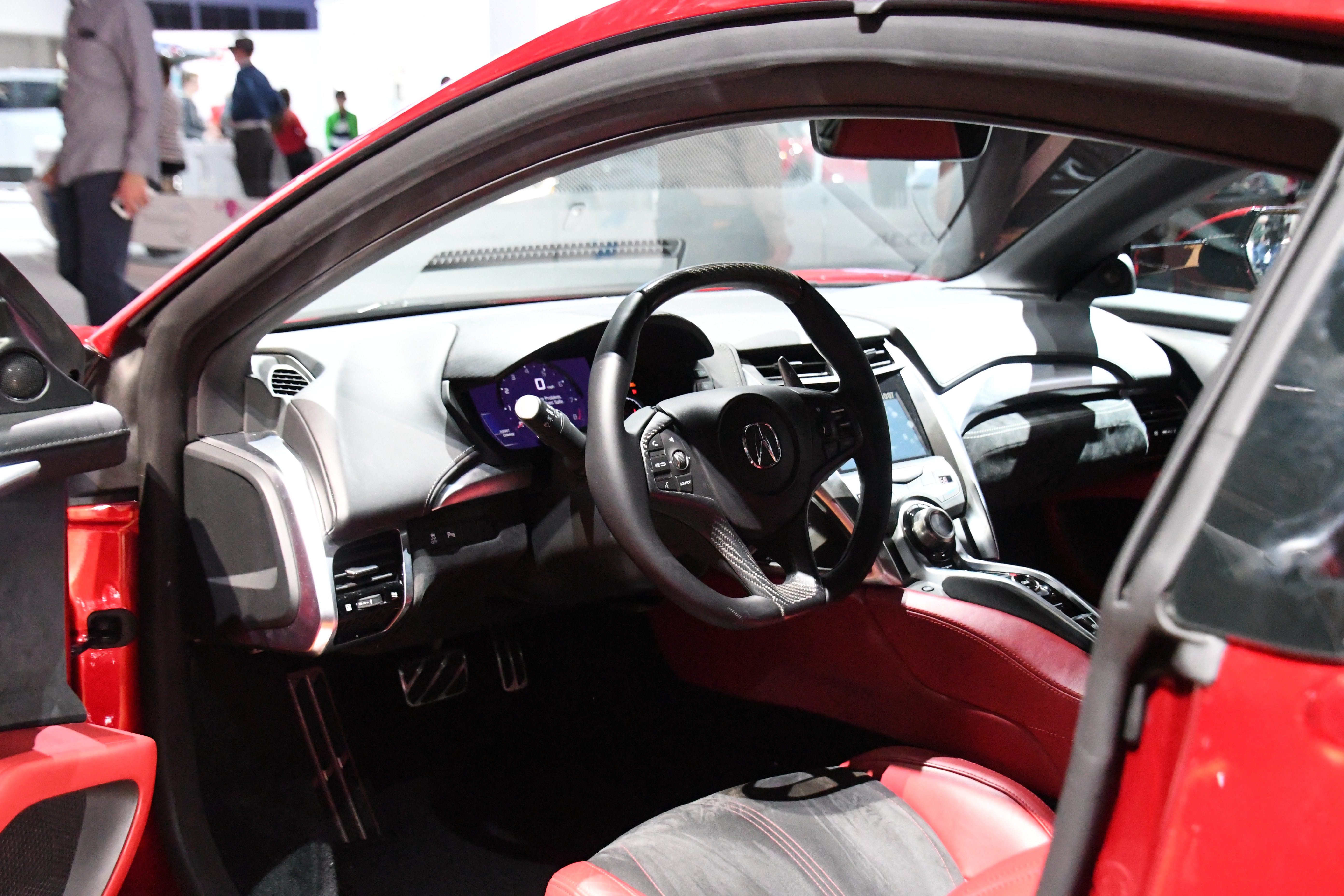

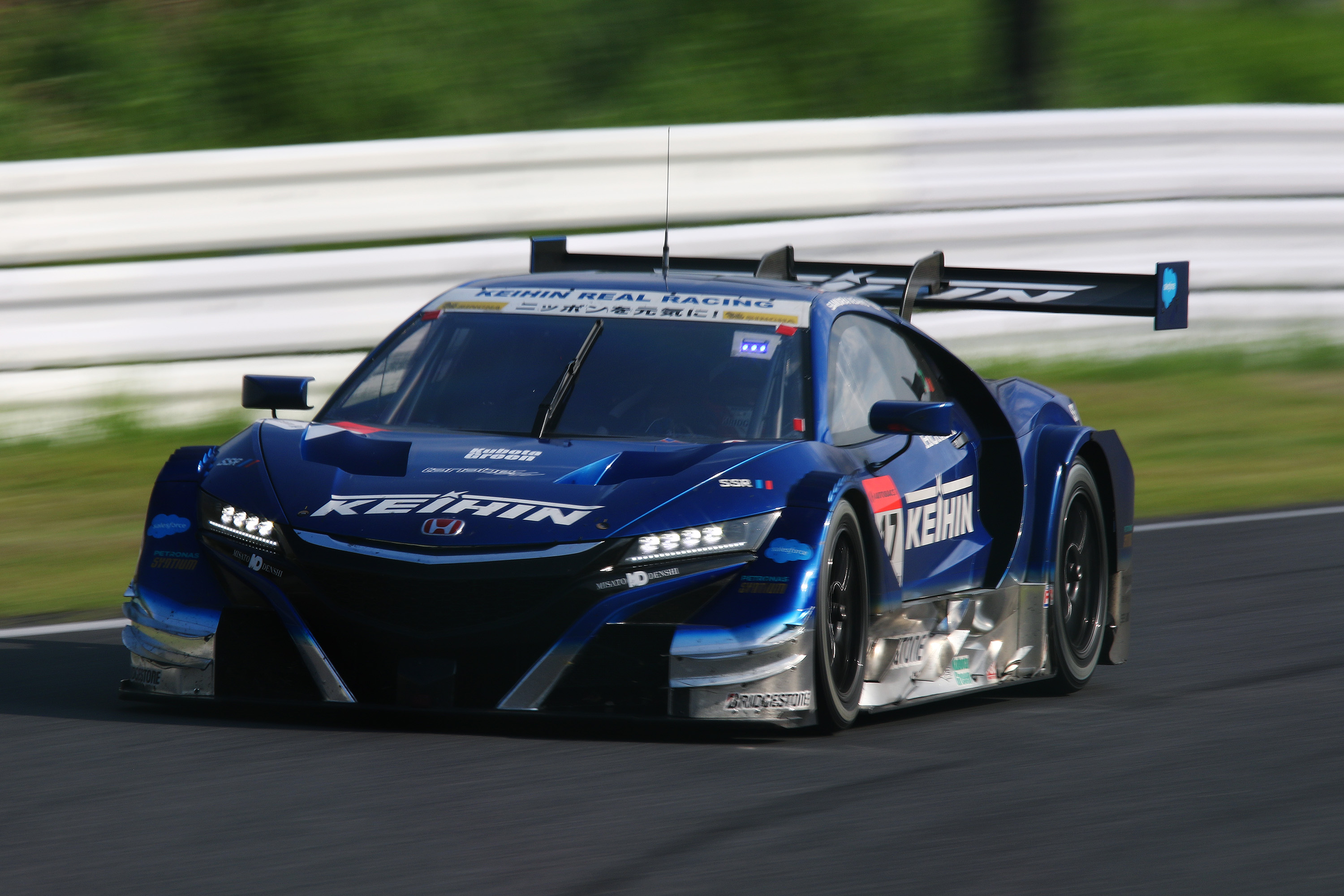
Honda NSX в гонках серії GT500

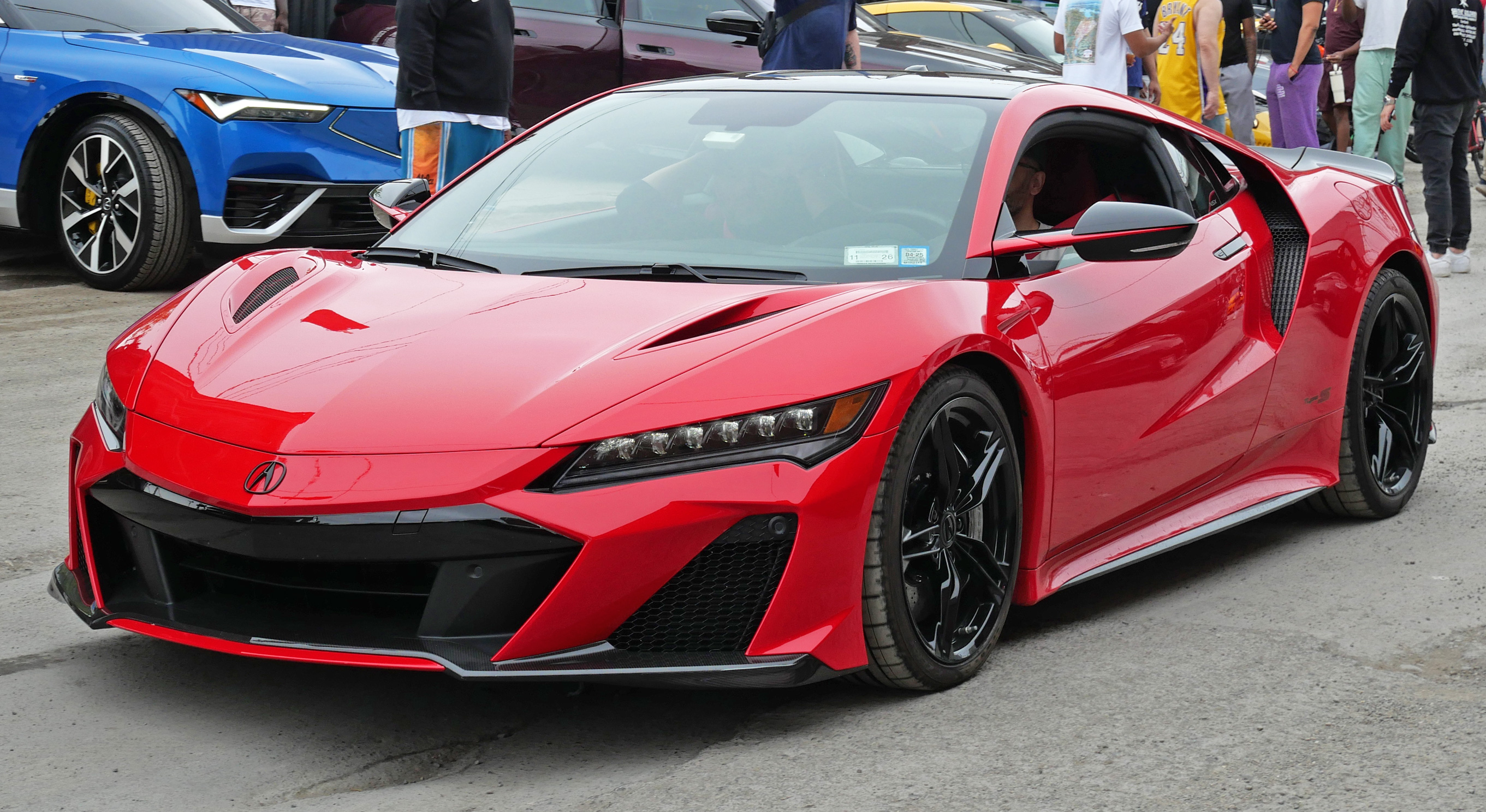
Acura NSX Type S

Acura NSX Concept був представлений 9 січня 2012 року на Північноамериканському міжнародному автосалоні. Друге покоління NSX — це гібридне повнопривідне купе зі середньомоторним компонуванням. Як силова установка використовується бензиновий бітурбодвигун V6 3,5 л потужністю 507 к.с. при 6500-7500 об/хв крутним моментом 550 Нм при 2000-6000 об/хв. Крім нього на передній осі встановлені два електромотора, які можуть генерувати позитивний і негативний крутний момент, тим самим збільшуючи стабільність і керованість при проходженні поворотів. Третій електромотор встановлений в коробці передач, він відповідає за напрямок крутного моменту до задньої осі.
Сумарна потужність складає 581 к.с. і 646 Нм. Розгін від 0 до 100 км/год займає 2.9 с, а максимальна швидкість 308 км/год.
Виробництво NSX у 2016 році почалося році на заводі Performance Manufacturing Center в Огайо, США. У цьому ж році гібридний суперкар надійшов у продаж на американському ринку.
В Європі NSX буде продаватися під брендом Honda.
У 2021 році виробник поповнив палітру кольорів кузова суперкара NSX новим відтінком Long Beach Blue Pearl.
До 2022 модельного року дебютує лімітована спеціальна версія Акура NSX Type S. Зберуть всього 350 екземплярів. Авто отримало покращену аеродинаміку, змінений дизайн бамперів та двигун з додатковими 27 к.с. (загальна потужність 600 к.с.). Type S є останнім оновленням перед припиненням випуску в листопаді 2022 року. Тільки 300 одиниць NSX Type S були призначені для Сполучених Штатів, 30 одиниць для Японії та 15 одиниць для Канади.

### Двигуни
- 3.5L JNC1 twin-turbo V6 + 3 електродвигуни (2 спереду і 1 ззаду) сумарна потужність 581 к.с. при 6500-7500 об/хв крутним моментом 646 Нм при 2000-6000 об/хв
- 3.5L JNC1 twin-turbo V6 + 3 електродвигуни (2 спереду і 1 ззаду) сумарна потужність 608 к.с. при 6500-7500 об/хв крутним моментом 667 Нм при 2000-6000 об/хв (Type S)

### Продажі
| рік  | Канада | Європа | США |
| ---- | ------ | ------ | --- |
| 2016 | 50     | ?      | 269 |
| 2017 | 49     | 126    | 581 |
| 2018 | ?      | 45     | 170 |
| 2019 | ?      | 36     | 238 |